# Kanton Jumilhac-le-Grand
Kanton Jumilhac-le-Grand (francouzsky Canton de Jumilhac-le-Grand) je francouzský kanton v departementu Dordogne v regionu Akvitánie. Tvoří ho sedm obcí.

## Obce kantonu
- Chaleix
- La Coquille
- Jumilhac-le-Grand
- Saint-Jory-de-Chalais
- Saint-Paul-la-Roche
- Saint-Pierre-de-Frugie
- Saint-Priest-les-Fougères